# Hyposoter inareolator
Hyposoter inareolator är en stekelart som beskrevs av Aubert 1971. Hyposoter inareolator ingår i släktet Hyposoter och familjen brokparasitsteklar. Inga underarter finns listade i Catalogue of Life.